# Monte Porche
Le Monte Porche est une montagne qui s'élève à 2 233 m d'altitude dans la région des Marches en Italie. Elle fait partie des monts Sibyllins.
La rivière Aso prend sa source sur cette montagne. Elle traverse les provinces d'Ascoli Piceno et de Fermo d'ouest en est, en suivant pratiquement la frontière entre les provinces.
La montagne est une destination populaire pour les randonneurs et les alpinistes, avec plusieurs sentiers menant au sommet.
Le Monte Porche abrite également plusieurs attractions historiques et culturelles, telles que des fortifications de la Première Guerre mondiale et une chapelle dédiée à saint Jean-Baptiste.